# Itinerario

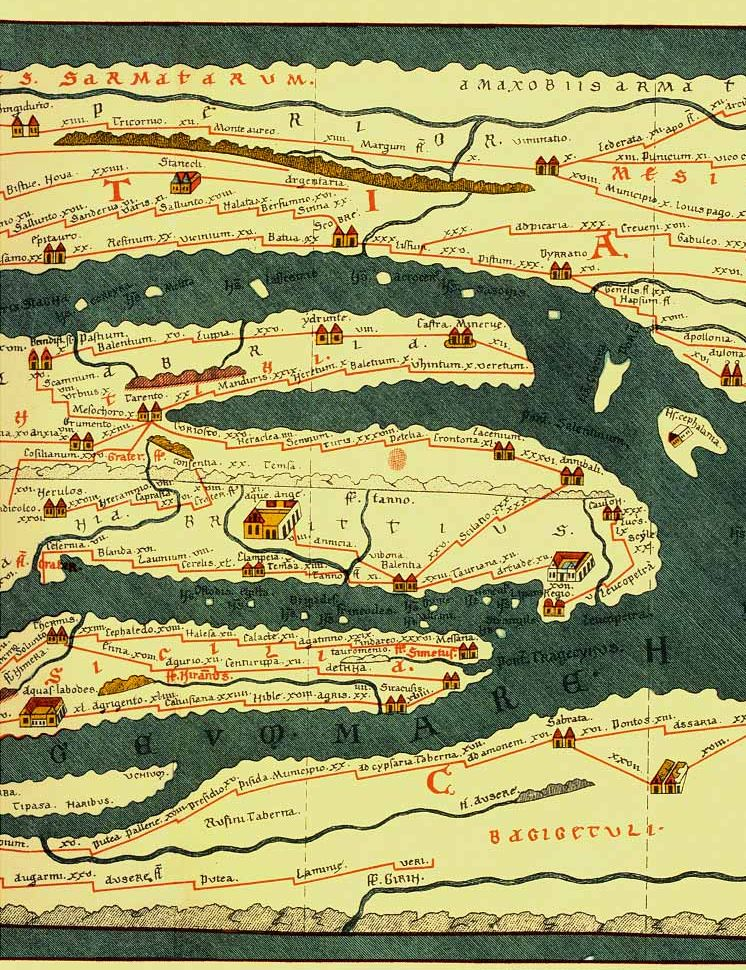
Detalle de "La Tabula Peutingeriana" o "Tabla de Peutinger", imagen de un itinerario que describe la red de carreteras del Imperio romano.

Es itinerario (en latín itinerarium, plural: itineraria) un mapa de carreteras de la Antigua Roma. El único ejemplo que ha sobrevivido en forma de mapa es la Tabula Peutingeriana, aunque se conservan muchos otros en forma de listas de ciudades y distancias en una calzada. De este último tipo, el más importante es el itinerario de Antonino o el "stadiodromikon".
Del latín itinerarĭus, un itinerario es la dirección y descripción de un camino, que incluye menciones a los lugares, paradas y accidentes que pueden encontrarse a lo largo de él, pero no debe confundirse nunca con recorrido de la ruta. El itinerario es, por otra parte, la ruta que se sigue para llegar a un lugar o la lista de datos referentes a un viaje. Por ejemplo: “Déjame ver el itinerario: quiero saber cuál será nuestra próxima parada”, “El itinerario de nuestro viaje incluye detenciones en cuatro ciudades: San Clemente del Tuyú, San Bernardo, Villa Gesell y Mar del Plata”, “Tenemos que trazar un itinerario preciso para no desperdiciar el tiempo de nuestras vacaciones”, “Ricardo armó tan mal el itinerario que nos quedamos sin conocer los museos más importantes de la ciudad durante nuestro viaje”.
También puede ser un mapa que muestra las rutas en tren o autobús.
El término también se aplica a las guías medievales escritas para viajeros, de las que la mayoría son descripciones de peregrinaciones a Tierra Santa.
También se refiere a la descripción de una ruta, un camino recorrido, o también una ruta o quizás un trayecto que se sigue para llegar.
Además de este concepto en la carrera de orientación, se considera que al individuo se le debe brindar orientación para evitar y reducir costos en la hora de trasladarse de un lugar a otro, por lo cual es importante en la toma de decisiones del individuo